# George W. Whitehead
Pour les articles homonymes, voir Whitehead.
Ne doit pas être confondu avec le mathématicien britannique J. H. C. Whitehead.
George William Whitehead (2 août 1918, Bloomington (Illinois) – 12 avril 2004) est un mathématicien américain qui travaillait en topologie.

## Biographie
George Whitehead a fait ses études à l'université de Chicago, où il a obtenu en 1941 un doctorat, sous la direction de Norman Steenrod. Il a été ensuite assistant à Purdue et Princeton, professeur assistant à l'université Brown et en 1949, professeur au Massachusetts Institute of Technology (titulaire en 1957). Il a pris sa retraite en 1985.
Whitehead fut l'un des pionniers de la topologie algébrique et de la théorie de l'homotopie. Dès les années 1950, il appliqua les suites spectrales à l'étude des groupes d'homotopie des sphères (indépendamment des français Jean-Pierre Serre et Henri Cartan). En 1942, il introduisit le J-homomorphisme (en), des groupes spéciaux orthogonaux dans les groupes d'homotopie des sphères, généralisant une construction de Heinz Hopf. Son article Generalized Homology Theories de 1962 a eu beaucoup d'influence.
Il est devenu membre de l'American Academy of Arts and Sciences en 1954 et de la National Academy of Sciences en 1972. Il a été boursier Guggenheim et, en 1955/56, boursier Fulbright. Il a été orateur invité au Congrès international des mathématiciens de 1962 à Stockholm.
Il a dirigé 13 thèses, dont celles de Robert Aumann et John Coleman Moore.

## Sélection de publications
- Recent advances in homotopy theory, AMS, 1970
- Elements of homotopy theory, Springer, coll. « Graduate Texts in Mathematics » (n° 61), 1978
- Homotopy Theory, MIT Press, 1966